# 雷温芳
雷温芳（1965年—），陕西合阳人，汉族，中华人民共和国政治人物、第十二届全国人民代表大会陕西地区代表。
毕业于中央农业广播电视学校农村经济管理专业。现任陕西省合阳县黑池镇南廉村党支部书记兼计生专干。先后荣获市级“三八红旗手”“五一劳动模范”“创业模范党员标兵”荣誉称号，三次当选县十四届、十五届、十六届人大代表，加入中国共产党。2013年，担任全国人大代表。2018年2月24日，当选为第十三届全国人大代表。